# مارلین خودسیف
مارلین مارتینوویچ خودسیف (روسی: Марле́н Марты́нович Хуци́ев؛ ۴ اکتبر ۱۹۲۵ – ۱۹ مارس ۲۰۱۹) کارگردان، فیلم‌نامه‌نویس اهل گرجستان بود. وی بین سال‌های ۱۹۵۲ تا ۲۰۱۹ میلادی فعالیت می‌کرد.
او دانش‌آموختهٔ رشتهٔ سینما در مؤسسه سینمایی گراسیموف بود.
وی همچنین برندهٔ جوایزی همچون جایزه هنرمند مردمی اتحاد جماهیر شوروی، نشان دوستی، و هنرمند مردمی جمهوری شوروی فدراتیو سوسیالیستی روسیه شده‌است.